# Сухарев, Игорь Николаевич
Игорь Николаевич Сухарев (род. 26 октября 1968 года, Алдаркино Бузулукского района Оренбургской области) —предприниматель, российский государственный и политический деятель. Депутат Государственной Думы седьмого созыва.Вице-губернатор – заместитель председателя Правительства Оренбургской области по внутренней политике – министр региональной и информационной политики Оренбургской области. Амбассадор проекта Домшеринг.

## Биография
В 2002 году получил среднее экономическое образование, окончив в Оренбургской области Бузулукский финансово-экономический колледж Минфина РФ. В 2005 году получил высшее юридическое образование по специальности «Юрист», окончив Московский государственный университет экономики, статистики и информатики. С 1986 по 1988 годы служил в рядах Советской Армии, награждён медалью «За отличие в воинской службе» II степени. После увольнения в запас из вооружённых сил работал в объединении «Молодежная инициатива» при горкоме ВЛКСМ города Бузулука в должности заместителя председателя, затем был принят на работу в городской молодёжный центр «Энергия» при обкоме ВЛКСМ. В течение пяти лет работал в ООО «Бузулукт-Опт». В 2005 году создал в Бузулукском районе сельхозкооператив «60 лет Победы».
В марте 2002 года был избран депутатом Законодательного Собрания Оренбургской области III созыва. В 2006 году баллотировался в депутаты от партии «Единая Россия», по результатам выборов был избран депутатом Законодательного Собрания Оренбургской области IV созыва. В 2011 был избран заместителем председателя Законодательного Собрания области V созыва.
В сентябре 2016 года баллотировался в депутаты Госдумы от партии «Единая Россия» по одномандатному избирательному округу № 143, по результатам выборов избран депутатом Государственной Думы VII созыва.
В ноябре 2016 года назначен руководителем Межрегионального координационного совета партии «Единая Россия» по Оренбургской, Самарской и Ульяновской областям.
В июле 2020 года сложил с себя полномочия депутата и был назначен вице-губернатором Оренбургской области.                             В октябре 2024 года ушел в отставку по собственному желанию. Занимается развитием  туризма в национальном парке «Бузулукский бор», амбассадор проекта Домшеринг.                                                                                                                                                 Возглавляет попечительский совет Свято-Троицкого кафедрального собора Бузулукской епархии. Награжден орденом «Преподобного Серафима Саровского 3 степени».

## Законотворческая деятельность
С 2016 по 2019 год, в течение исполнения полномочий депутата Государственной Думы VII созыва, выступил соавтором 36 законодательных инициатив и поправок к проектам федеральных законов.